# Johann Georg Hagen
Johann Georg Hagen (født 6. marts 1847 i Bregenz, Vorarlberg, død 5. september 1930 i Rom) var en østrigsk astronom.
Hagen trådte 1863 ind i jesuiterordenen, studerede i Münster og Bonn, rejste 1880 til Amerika, blev 1888 direktør for observatoriet ved Georgetown College i Washington og 1906 direktør for Specola Vaticana i Rom og har udgivet dets Publicazioni, Serie II, bind I—II samt Catalogo Astrografico, bind I—IX (1914—26). Foruden enkelte mindre, matematisk og astronomiske afhandlinger i fagtidsskrifter publicerede Hagen Synopsis der höheren Mathematik, I—IV (1891—1905), Index Operum Leonardi Euleri (1896), A catalogue of 1001 southern stars (1885, sammen med Holden), Publications of Georgetown College Observatory, I—V (1894—1901). Hans Atlas stellarum variabilium, I—VI (1899—1908) med tilhørende katalog er et uundværligt hjælpemiddel for enhver, som befatter sig med foranderlige stjerner. Han har udgivet de af Heis (1840—77) og Krueger (1853—92) anstillede observationer over foranderlige stjerner (1903). Hagen skrev også den større monografien Die veränderlichen Sterne (1. Geschichtlich-technischer Teil, 1921,  2. Mathematisch-physikalischer Teil, 1924). Hagen udgav videre A preparatory catalogue for a Durchmusterung of nebulæ; Zones 0°—110° N. P. D. (1922, 1925, 1927) og endelig Aggiunte alle carte dell' Atlas Stellarum variabilium (Rom 1922). I sine sidste år beskæftigede sig Hagen hovedsagelig med spørgsmålet om mørke kosmiske skyer og har herom skrevet adskillige mindre afhandlinger i fagtidsskrifter.